# Giấy chứng sinh số 666
Giấy chứng sinh số 666 là một giấy chứng sinh của một người phụ nữ Việt Nam được sinh ra đảo tại Hoàng Sa. Người phụ nữ có tên là Mai Kim Quy (1939-1941), giấy chứng sinh của bà được coi là một bằng chứng về chủ quyền của Việt Nam trên quần đảo Hoàng Sa.

## Nhân chứng sống về chủ quyền Việt Nam trên quần đảo Hoàng Sa
Theo nguồn tư liệu từ Ủy ban Biên giới Quốc gia, Bộ Ngoại giao cung cấp, tư liệu "Giấy chứng sinh số 666", do Cộng hoà Pháp thuộc nước Pháp, phái đoàn ở đảo Hoàng Sa (thuộc quần đảo Hoàng Sa) chứng nhận một người phụ nữ Việt Nam sinh ra tại đảo Hoàng Sa thì Bà Mai Kim Quy được sinh ra vào lúc 15 giờ ngày 7 tháng 12 năm 1939 tại đảo Pattle (Hoàng Sa). Bà có cha là ông Mai Xuân Tập, một nhân viên khí tượng trên đảo và mẹ là bà Nguyễn Thị Thắng làm nội trợ. Trong giấy chứng sinh do Cộng Hòa Pháp ghi cả người làm chứng sinh là ông Nguyễn Tăng Chuẩn, bác sĩ Đông Dương và ông Đỗ Đức Mùi, Giám đốc Đài Phát Thanh. Người đại diện ký tên dưới giấy chứng sinh này là Chauvet (Đại diện phái đoàn của Pháp ở đảo Hoàng Sa, thuộc quần đảo Hoàng Sa, thuộc nước An Nam). Tờ giấy khai sinh này được đánh máy trên tập giấy pơ-luy bằng ruy băng hai màu đỏ và đen nên chữ tờ đầu trên giấy khai sinh có hai màu đỏ và đen, còn tờ sau in qua giấy than, chỉ có màu đen. Cả hai bản đều được đóng dấu đỏ của cơ quan hành chính Pháp ở Hoàng Sa tại thời điểm đó là chính quyền bảo hộ An Nam.
Tài liệu giấy chứng này được công bố lần đầu tiên tại buổi triển lãm trưng bày "Hoàng Sa, Trường Sa thuộc chủ quyền của Việt Nam- Những bằng chứng lịch sử và pháp lý" vào ngày 24 tháng 4 năm 2017 tại Thành phố Hội An

### Đánh giá
Theo Giáo sư Tiến sĩ Nguyễn Quang Ngọc, Phó chủ tịch Hội Khoa học lịch sử Việt Nam, Chủ tịch Hội đồng thẩm định các hiện vật, chứng tích lịch sử, pháp lý về chủ quyền của hai quần đảo Hoàng Sa, Trường Sa của Việt Nam thì giấy chứng sinh của bà Mai Kim Quy là một "Chứng cứ quan trọng, sống động, rất đời thường và gần gũi 